# Hefzibá
Hefzibá é uma personagem do Antigo Testamento da Bíblia, mencionada em II Reis como a mãe do ímpio rei Manassés e que teria sido, portanto, esposa do rei Ezequias.
Hefzibá também quer dizer: Meu deleite está nela. Is: 62:4
1. ↑  «Hefzibá — BIBLIOTECA ON-LINE da Torre de Vigia». wol.jw.org. Consultado em 28 de novembro de 2021